# Mayumba
Mayumba – miasto w Gabonie w prowincji Nyanga, położone nad Oceanem Atlatyckim. Miasto według spisu z 1993 roku liczyło 2900  mieszkańców, według szacunków na 2008 rok liczy ok. 4929 mieszkańców. W mieście znajduje się port lotniczy Mayumba.